# FxPro
FxPro ist ein in London ansässiger europäischer Online-Broker, der Verträge für den Unterschiedsbetrag (CFD) an Devisen, Aktien, Futures und Edelmetallen vorwiegend an Privatkunden erbringt. FxPro hat Niederlassungen in London und Zypern und wird von einer Reihe von Regulierungsbehörden reguliert. FxPro hat mehrere zehntausend Kunden in Großbritannien.

## Geschichte
FxPro wurde im Jahr 2006 als Finanzmärkte von EuroOrient Securities & Financial Services Ltd in Zypern von Denis Sukhotin gegründet. FxPro begann seine Expansion mit der Eröffnung von Repräsentanzen in Österreich, Frankreich, Spanien und Russland. Im Jahr 2010 wurde FxPro von der britischen Financial Conduct Authority (Financial Services Authority zu diesem Zeitpunkt) Regulierung und Lizenzierung erteilt und eröffnete sein Londoner Büro.
Im Jahr 2010 wurde der Broker zum Forex Provider des Jahres gewählt "bei den Financial Times Investors Chronicle Investment Awards 2010 (FT / IC Investment Awards). Im Jahr 2011 eröffnete das Unternehmen ein Büro in Australien, aber es schloss dies im März 2013 und zog diese Kunden nach Zypern und UK Operationen nach neuen Kapitalvorschriften in Kraft getreten in Australien.
Im Jahr 2015 begann FxPro mit dem Börsengang (IPO). Aber ein Jahr später, im Jahr 2016, beschloss das Unternehmen, seine Pläne wegen der Turbulenzen auf den Weltmärkten zu verschieben.
Im Frühjahr 2017 wurden die Pläne wieder auf dem Hintergrund der neuen harte Maßnahmen FCA verschoben.

### Patenschaften

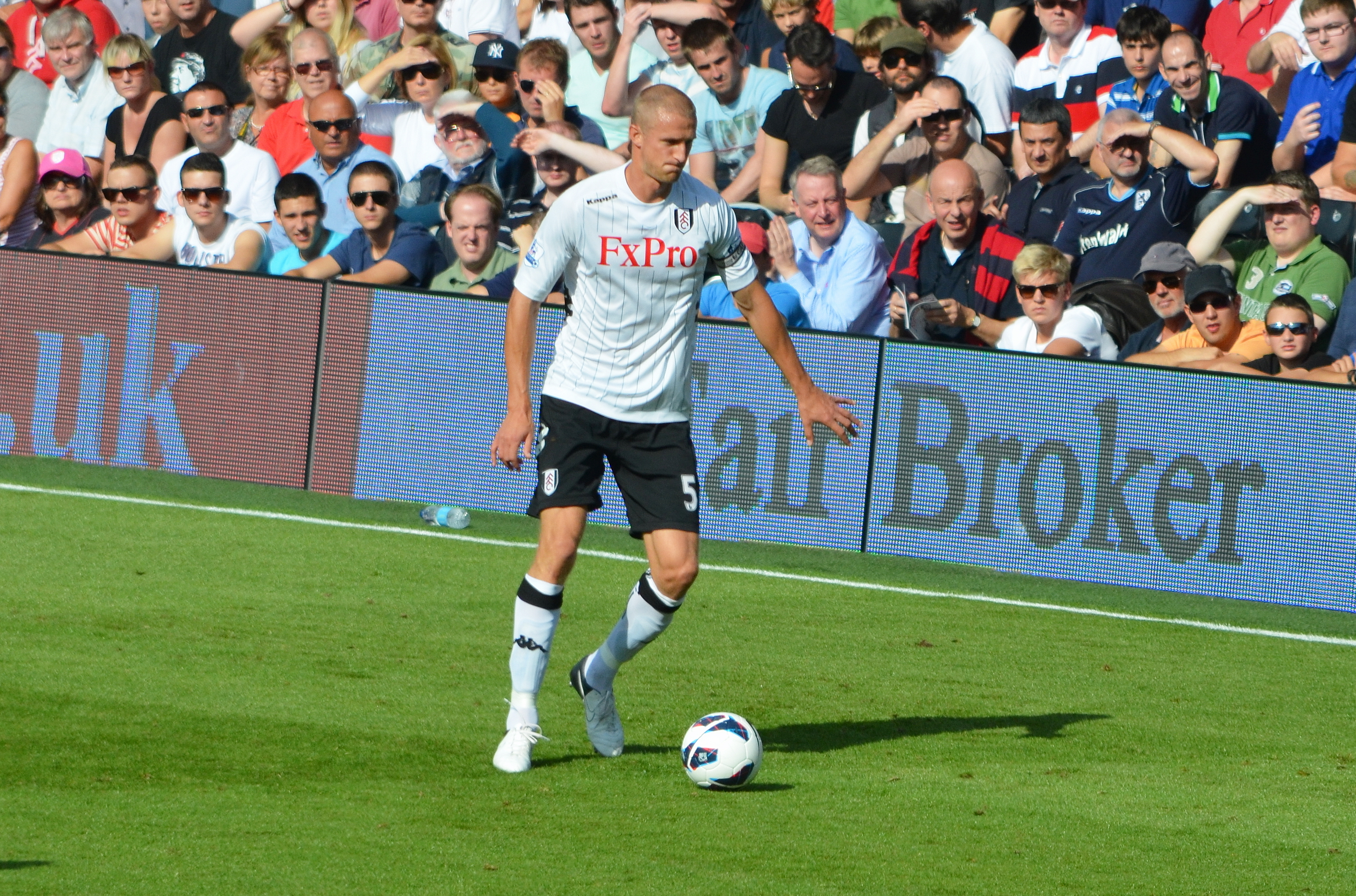
Fulham FC-Spieler mit den Initialen des Unternehmens, 2012

Im Juni 2010 kündigte das Unternehmen einen Sponsoring-Vertrag mit dem Fußballclub "Fulham F.C." an. seit drei Jahren. Im selben Monat hat FxPro einen Sponsoring-Vertrag mit dem Fußballclub Aston Villa für drei Jahre unterzeichnet.
Mitte 2018 gab man zudem eine mehrjährige Partnerschaft mit dem McLaren F1 Team bekannt. Der 2018 eingesetzte McLaren MCL33 trägt ab dem Großen Preis von Monaco 2018 das Branding.

## Handelseinrichtungen
Das Unternehmen bietet den Händlern die Wahl zwischen den MetaTrader 4 und cTrader Handelsplattformen. Kunden, die die MT4-Plattform von MetaQuotes Software nutzen, haben auch die Möglichkeit einer webbasierten Alternative und mehrere mobile Handelsversionen. Die cTrader-Plattform Spotware des Unternehmens bietet ECN-Händlern eine höhere Preisstufe und einen volumengewichteten Durchschnittspreis (VWAP). CTrader ist kompatibel mit cAlgo, einer algorithmischen Handelsplattform, die es Clients ermöglicht, Handelsroboter zu erstellen und sie in cTrader auszuführen, um den Handelsprozess vollständig zu automatisieren.
Seit 2013 beschäftigt sich das Unternehmen mit dem Algorithmischen Handel für den Einzelhandel. Es startete Quant, eine webbasierte Strategie-Building-Lösung für die MT4-Plattform, die es Benutzern ermöglicht, ihre eigenen Handelsroboter (sogenannte Expertenberater) mit einer Drag & Drop-Schnittstelle zu erstellen oder sie aus der EA-Bibliothek des Unternehmens herunterzuladen. Quant, im Gegensatz zu cAlgo, die Kenntnisse von C # erfordert, ermöglicht es Benutzern, automatisierte Strategien mit technischen Indikatoren und logischen Operatoren ohne vorherige Codierung Wissen zu erstellen.
Im Oktober 2013 startete FxPro seine proprietäre Anlageplattform FxPro SuperTrader, die Einzelhandels- oder institutionellen Anlegern die Möglichkeit gibt, Mittel für eine Reihe von streng geprüfte und leistungsorientierte FX-Handelsstrategien zuzuteilen.
Im März 2015 kündigte das Unternehmen die Unterstützung der MetaTrader 5-Plattform an.

## Vorschriften
FxPro UK Limited, eine hundertprozentige Tochtergesellschaft der FxPro Group Ltd, ist im Vereinigten Königreich von der Financial Conduct Authority lizenziert und vollständig reguliert. FxPro UK Limited früher als Einführer für seine Muttergesellschaft gehandelt und gab keine Vermittlungsdienste oder halten Client-Fonds bis Juni 2012, als das Unternehmen seine FCA-Lizenz aktualisiert, damit es UK-Kunden akzeptieren könnte.
FxPro Financial Services Limited ist von der Cyprus Securities and Exchange Commission (CySEC) lizenziert und reguliert. Im Jahr 2007 trat die EU-Richtlinie über Märkte für Finanzinstrumente in Finanzinstrumenten (MiFID) in Kraft. Dies ermöglicht Unternehmen, die in Zypern reguliert werden, um Investitionsdienste überall in der Europäischen Union zu erbringen.
Im Jahr 2015 erhielt FxPro die Genehmigung durch den Südafrikanischen Finanzdienstleistungsausschuss (FSB).